# Gieorgij Żukow
Gieorgij Konstantinowicz Żukow, ros. Георгий Константинович Жуков (ur. 19 listopada?/1 grudnia 1896 w Striełkowce, zm. 18 czerwca 1974 w Moskwie) – radziecki dowódca wojskowy, uczestnik rewolucji październikowej, szef Sztabu Generalnego Armii Czerwonej, zastępca naczelnego wodza podczas II wojny światowej, marszałek Związku Radzieckiego (1943), minister obrony ZSRR (1955–1957), czterokrotny Bohater Związku Radzieckiego (1939, 1944, 1945, 1956) i Bohater Mongolskiej Republiki Ludowej (1972), członek Komitetu Centralnego KPZR (1953–1957), deputowany do Rady Najwyższej ZSRR 1., 2., 3. i 4. kadencji (1937–1958).

## Życiorys

### Dzieciństwo i młodość

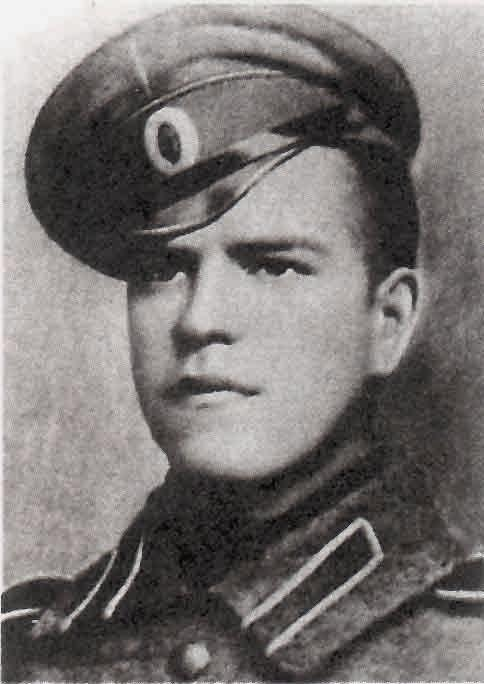
Gieorgij Żukow w 1916

Urodził się 1 grudnia 1896 we wsi Striełkowka w guberni kałuskiej (obecnie w obwodzie kałuskim), w ubogiej chłopskiej rodzinie. Ojciec zajmował się szewstwem, a matka, obdarzona dużą siłą fizyczną, dla poprawy budżetu rodzinnego popisywała się podnoszeniem worków z pszenicą o wadze 180 funtów (około 82 kg). Został oddany do terminu do kuśnierza. 7 sierpnia 1915 został powołany do armii Imperium Rosyjskiego. Służył w kawalerii, wyróżnił się odwagą, był kilkakrotnie ranny i kontuzjowany.
Pod koniec sierpnia 1916, po ukończeniu szkoły podoficerskiej, walczył w szeregach 10 Nowogrodzkiego Pułku Dragonów na Froncie Południowo-Zachodnim. W październiku odniósł ciężką kontuzję połączoną z częściową utratą słuchu i został skierowany do zapasowego pułku kawalerii. Za walki na froncie zachodnim i odniesione rany został dwukrotnie odznaczony Krzyżem św. Jerzego III i IV klasy. W grudniu 1917 po rozwiązaniu szwadronu wrócił do Moskwy, a następnie do rodzinnej wsi, gdzie długo chorował na tyfus.

### Wojna domowa w Rosji i okres międzywojenny
W sierpniu 1918 roku wstąpił w szeregi Armii Czerwonej. Brał udział w rewolucji październikowej, a następnie w latach 1918–1920 w wojnie domowej w Rosji. Walczył po stronie bolszewickiej jako dowódca szwadronu kawalerii na frontach: wschodnim, zachodnim i południowym przeciwko wojskom Kozaków uralskich pod Carycynem oraz wojskom gen. Antona Denikina i gen. Piotra Wrangla.
Od maja do czerwca 1919 na Uralu w składzie 1 Moskiewskiej Dywizji Kawalerii brał udział w bitwach z Kozakami w rejonie stacji Szipowo, a od czerwca do sierpnia tego roku w walkach o Orał, a następnie w rejonie stacji Władimirowka i Nikołajewska. Od września do października 1919 walczył pod Carycynem, a następnie nad Achtubą, w pobliżu miasta Wołżski, gdzie został ranny odłamkiem granatu. W 1921 wziął udział w tłumieniu przez Armię Czerwoną powstania Antonowa na Tambowszczynie. Został za to nagrodzony Orderem Czerwonego Sztandaru. W latach 20. XX w. był dowódcą jednego z dwóch pułków czołgów, jakie istniały wówczas w ZSRR. Później dowodził dywizją i korpusem kawalerii. W 1938 został mianowany zastępcą dowódcy Białoruskiego Okręgu Wojskowego, do spraw kawalerii.
W 1939 kierował jako komkor radziecką obroną na Dalekim Wschodzie – zwycięstwo radzieckie w bitwie nad rzeką Chałchin Goł w Mongolii zdecydowało o skierowaniu japońskiej ekspansji w innym kierunku. Dowodząc wojskami Armii Czerwonej przyczynił się do okrążenia i rozbicia wojsk japońskich. Doceniając jego wkład, w czerwcu 1940 roku Rada Komisarzy Ludowych ZSRR w trybie nadzwyczajnym mianowała go generałem armii.  Podczas 104 dni dowodzenia na Dalekim Wschodzie wydał ponad 600 wyroków śmierci.

### II wojna światowa
W 1940 roku nadzorował przyłączenie do Związku Radzieckiego Besarabii i części Bukowiny. Zajęcie tych obszarów należących do Rumunii, a wcześniej do Rosji, miało miejsce 28 czerwca 1940 roku. Rumunia wyraziła na to zgodę pod silnym naciskiem dyplomatycznym, jednak była to decyzja podjęta za radą i zgodą reżimu III Rzeszy.
Po agresji III Rzeszy na ZSRR w 1941 roku został szefem Sztabu Generalnego. 29 lipca 1941 roku objął dowództwo Frontu Rezerwowego. Na początku września 1941 roku prowadził ciężkie walki o przyczółek niemiecki w okolicach Jelni (operacja jelnińska). Obydwie strony poniosły ciężkie straty, a wojska niemieckie zostały zmuszone do wycofania się. Dalsza ofensywa Żukowa na tym kierunku nie powiodła się.
Pomiędzy 14 września a 6 października 1941 był dowódcą obrony Leningradu. Zasłynął tam okrucieństwem, o czym świadczy szyfrogram nr 4976 do dowódców armii Frontu Leningradzkiego oraz Floty Bałtyckiej: „Ogłoście wszystkim, że rodziny tych, którzy poddadzą się wrogom, zostaną rozstrzelane, a po powrocie z niewoli oni też zostaną rozstrzelani”.
Od 8 października 1941 dowodził Frontem Zachodnim (bitwa pod Moskwą). W tym czasie był również znany z okrucieństwa. Dowódca 43 Armii generał major K. D. Gołubiew napisał list bezpośrednio do Stalina: „Drugiego dnia po przyjeździe oznajmiono mi, że zostanę rozstrzelany, trzeciego dnia miałem iść pod sąd, czwartego grożono, że zostanę rozstrzelany przed frontem armii”.
Dowodził również Frontem Zachodnim w trakcie nieudanej operacji rżewsko-wiaziemskiej pomiędzy 8 stycznia a 20 kwietnia 1942. Od września 1942 zastępca naczelnego wodza. W trakcie przygotowań do kontrofensywy pod Stalingradem (p. operacja Uran, operacja Mały Saturn) i w czasie samej kontrofensywy przygotował i dowodził własną nieudaną operacją (operacja Mars) pod Rżewem. Operacja ta została celowo pominięta przez historiografię radziecką. Nie odegrał istotnej roli również w bitwie na łuku kurskim. Pisał o tym we wspomnieniach główny marszałek lotnictwa Gołowanow: „Żukow nie ma bezpośredniego związku ani z bitwą stalingradzką, ani z bitwą na łuku kurskim, ani z wieloma innymi operacjami”. Od listopada 1944 dowodził 1 Frontem Białoruskim. Pod jego dowództwem front przeprowadził operacje: wiślańsko-odrzańską i berlińską. Ponosi osobistą odpowiedzialność za ogromne straty (ok. 300 tys. zabitych) poniesione przez Front przy forsowaniu Odry, przełamaniu obrony na wzgórzach Seelow (p. bitwa o wzgórza Seelow) i w walkach ulicznych w samym Berlinie w związku z planem zdobycia stolicy III Rzeszy przed świętem 1 Maja. Z tego powodu szeregowi żołnierze nazywali Żukowa „generał śmierć”, gdyż jego przybycie na jakiś odcinek frontu oznaczało, że wkrótce będzie natarcie, okupione szczodrze ich krwią.
8 maja 1945 o 22:43 w Berlinie w imieniu Naczelnego Dowództwa Armii Czerwonej wraz z przedstawicielami rządów USA, Wielkiej Brytanii i Francji przyjął z rąk feldmarszałka Wilhelma Keitla bezwarunkową kapitulację hitlerowskich Niemiec i został mianowany dowódcą radzieckiej strefy okupacyjnej, został także radzieckim przedstawicielem w Międzysojuszniczej Radzie Kontroli.
24 czerwca 1945 na polecenie marszałka Józefa Stalina wspólnie z marszałkiem Konstantym Rokossowskim przyjął triumfalną Paradę Zwycięstwa na placu Czerwonym w Moskwie, podczas której na specjalny podest przed Mauzoleum Lenina rzucono 200 zdobycznych niemieckich sztandarów wojskowych. Jako pierwszy – osobisty proporzec Wodza i Kanclerza Rzeszy Adolfa Hitlera. Na trybunie honorowej znaleźli się m.in.: Józef Stalin, Wiaczesław Mołotow, Michaił Kalinin, marsz. Siemion Budionny, marsz. Klimient Woroszyłow oraz inni członkowie Biura Politycznego KC KPZR.

### Sojusznicza Rada Kontroli Niemiec

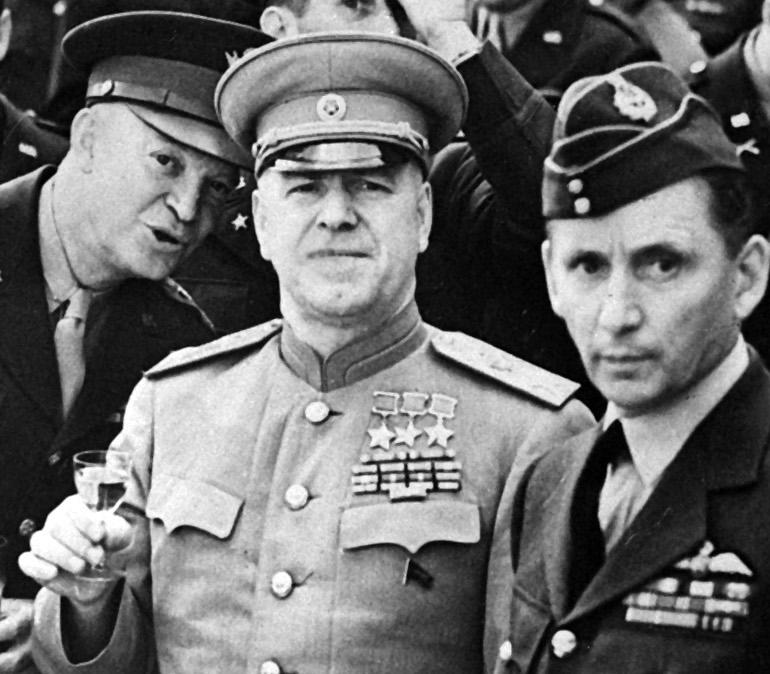
Gen. Dwight Eisenhower (po lewej), marsz. Gieorgij Żukow (w środku) i marsz. Arthur Tedder podczas wręczenia Orderu Zwycięstwa marsz. Bernardowi Montgomery’emu

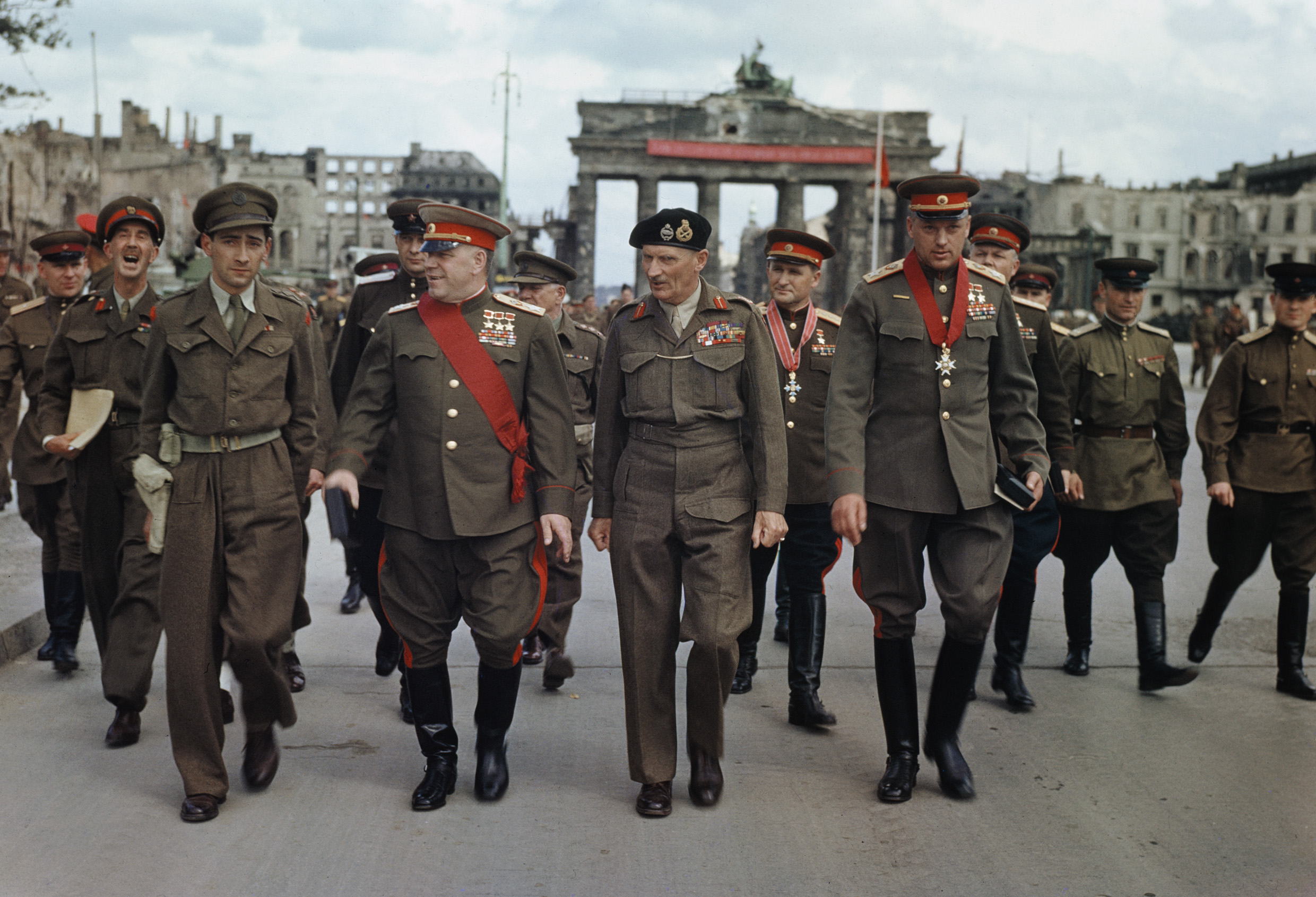
Żukow wśród aliantów. Berlin 1945.

W lutym 1945 roku, na konferencji jałtańskiej przewidziano powołanie Sojuszniczej Rady Kontroli Niemiec. 5 czerwca 1945 ogłoszono deklarację czterech głównodowodzących wojskami alianckimi o objęciu władzy najwyższej na terytorium Niemiec.
Głównodowodzącymi Sojuszniczej Rady Kontroli Niemiec byli: amerykański gen. Dwight Eisenhower, brytyjski marsz. Bernard Law Montgomery, francuski gen. Jean de Lattre de Tassigny i marszałek Związku Radzieckiego Gieorgij Żukow.
5 czerwca 1945 głównodowodzący wydali również oświadczenie o podziale Niemiec i formie zarządzania. Państwo niemieckie w granicach z 1937 zostało podzielone na 4 strefy okupacyjne, a Berlin na cztery sektory. Głównodowodzący byli gubernatorami wojskowymi poszczególnych stref okupacyjnych. Każdy z nich zarządzał swoją strefą, a całymi Niemcami – Sojusznicza Rada Kontroli.
Pod koniec sierpnia 1945 na konferencji poczdamskiej ustalono szczegółowe zadania dla Rady. Sojusznicza Rada Kontroli zbierała się trzy razy w miesiącu w gmachu sądu okręgowego, w amerykańskim sektorze Berlina. Przewodniczący Rady pełnili swoje obowiązki rotacyjnie, zmieniając się co miesiąc. Zebrania Rady miały jednak charakter formalny, gdyż wszystkie istotniejsze decyzje podejmowały rządy aliantów, a przez Radę były tylko proklamowane.

### Okres powojenny
W 1946 objął dowództwo nad całością wojsk lądowych ZSRR, jednak Józef Stalin usunął go z tej funkcji. Zagrożony aresztowaniem, uniknął go dzięki interwencji marszałków i generałów radzieckich (m.in. marsz. Iwana Koniewa), którzy obawiali się nowej czystki, mogącej zacząć się od Żukowa. W latach 1946–1948 dowodził Odeskim Okręgiem Wojskowym.
Po śmierci Józefa Stalina został mianowany I zastępcą ministra obrony ZSRR. 26 czerwca 1953 roku pod kierownictwem Nikity Chruszczowa brał udział w aresztowaniu Ławrientija Berii.
14 września 1954 roku przeprowadził próby jądrowe na poligonie Tockoje. Po zrzuceniu bomby atomowej o sile 40 kiloton na pozycje „Zachodu” przeprowadzono ofensywę „Wschodu” – atak czołgów i dywizji zmotoryzowanych w sile 44 tys. żołnierzy, testując działanie broni atomowej na ludziach. Zarówno żołnierze, jak i mieszkańcy okolicznych wsi otrzymali duże dawki promieniowania radioaktywnego.
W latach 1955–1957 pełnił funkcję ministra obrony ZSRR. W 1956 roku był inicjatorem i organizatorem stłumienia rewolucji węgierskiej, skierowanej przeciwko dominacji ZSRR i ustrojowi komunistycznemu.
Równolegle ze służbą wojskową działał w partii komunistycznej. W latach 1937–1958 był deputowanym do Rady Najwyższej ZSRR (od 1. do 4. kadencji). W latach 1941–1946 i 1952–1953 był kandydatem na członka, a w latach 1953–1957 członkiem Komitetu Centralnego KPZR, a w latach 1956–1957 zasiadał w Prezydium KC KPZR. Po usunięciu Kaganowicza, Malenkowa i Mołotowa (29 czerwca 1957 r.) został członkiem Biura Politycznego KC.
W 1958 roku, po zdobyciu pełni władzy przez Nikitę Chruszczowa (któremu poparcia udzieliła tak większość funkcjonariuszy partyjnych, jak wyższej kadry dowódczej Armii Radzieckiej), został wykluczony ze składu Komitetu Centralnego KPZR oraz odwołany ze wszystkich stanowisk i przeniesiony w stan spoczynku (według legendy stało się tak za sprzeciwianie się wpływowi KPZR na armię czy też za nadmierną popularność zagrażającą władzy Nikity Chruszczowa).
Po długiej izolacji politycznej częściowo odzyskiwał wpływy w 1964, po dojściu do władzy Leonida Breżniewa. W 1965 mógł przystąpić do pisania swoich wspomnień – praca komplikowała się na skutek ingerencji naczelnych władz partyjnych ZSRR. W 1967 przeszedł zawał serca. W marcu 1969 opublikowano pierwsze wydanie jego Wspomnień i refleksji – w milionowych nakładach, w 18 językach, a autor przystąpił do redagowania i uzupełnienia II wydania. Każde kolejne wydanie (oprócz pierwszego wszystkie są pośmiertne) różni się od poprzedniego – stając się zgodne z aktualną linią oficjalnych kremlowskich pism wojskowych.
Zmarł 18 czerwca 1974, przeżywszy o pół roku swoją żonę Galinę Aleksandrowną. Jego ciało zostało skremowane, a urnę z prochami umieszczono pod murem kremlowskim na placu Czerwonym w Moskwie. W jego pogrzebie uczestniczyła delegacja Wojska Polskiego z wiceministrem obrony narodowej – zastępcą ministra ds. ogólnych gen. broni Józefem Urbanowiczem na czele.

## Odtajnione akta
W 2016 odtajniono akta osobowe Gieorgija Żukowa, z których wynika między innymi, że chorował na miażdżycę tętnic i serca. W latach 1965 i 1967 przeszedł dwa zawały mięśnia sercowego, a w 1968 roku i 1972 roku dwa udary. Padł ofiarą paryskiego donosu sugerującego spisek w celu obalenia władzy w ZSRR. Akta zawierają także listę przywilejów, z których korzystali on i jego rodzina.

## Kult Żukowa
| Medal Żukowa | Order Żukowa |

Jeszcze za czasów radzieckich w centrum Moskwy, w pobliżu Kremla, postawiono pomnik marsz. Georgija Żukowa. W sumie poświęcono mu około 30–40 pomników, z moskiewskim na czele. W Związku Radzieckim ustanowiono Medal Żukowa, odznaczenie, które wręcza się do dzisiaj. W podobny sposób upamiętnił sławnego dowódcę z czasów II wojny światowej prezydent Federacji Rosyjskiej Borys Jelcyn ustanawiając 9 maja 1994 roku jednoklasowy Order Żukowa.
Żukow zarówno w czasach ZSRR, jak i w dzisiejszej Rosji to ikona. Za rządów Leonida Breżniewa zaczął się rodzić kult Żukowa: marszałka sławiono jako geniusza, kogoś na podobieństwo Cezara lub Napoleona. Przedstawiano go jako wielkiego dowódcę, który poprowadził ZSRR do zwycięstwa w drugiej wojnie światowej, człowieka nieodpowiedzialnego za zbrodnie czasów stalinowskich. Pojawił się ruch młodzieżowy, który obrał sobie za patrona właśnie jego: wcześniej byli pionierzy leninowcy, teraz także żukowowcy. Niedawno w Rosji pojawiła się propozycja, aby Żukowa kanonizować i zaliczyć w poczet świętych Rosyjskiego Kościoła Prawosławnego. Nadal powstają pomniki na jego cześć, w 1995 roku odsłonięty został monument marszałka w Jekaterynburgu.
W Polsce imieniem Żukowa nazwano plac u zbiegu ulic: Wielkopolskiej, Śląskiej, Wąskiej i Niedziałkowskiego w centralnej części Szczecina. W 2008 jego nazwę zmieniono na plac Teatralny, co związane było z budową przy nim nowej siedziby Teatru Lalek Pleciuga. Żukow był również patronem jednej z ulic Jaworzna – odnogi ulicy Krakowskiej w południowej części miasta.
Inny obraz tej „ikony ZSRR” ukazuje Wiktor Suworow w książkach Żukow. Cień zwycięstwa oraz Klęska. Według niego Gieorgij Żukow był nieudolnym dowódcą posługującym się zdolniejszymi podwładnymi i wypierającym się odpowiedzialności za nieprzygotowanie ZSRR do obrony w 1941. To z jego inicjatywy pozbawiono wówczas czołgi osłony piechoty i stworzono niesterowalne w dowodzeniu formacje pancerne (korpusy zmechanizowane), łatwo padające łupem Niemców. Ponadto w decydujących momentach Żukow zręcznie unikał podejmowania decyzji (np. bitwa na łuku kurskim).

## Odznaczenia i wyróżnienia

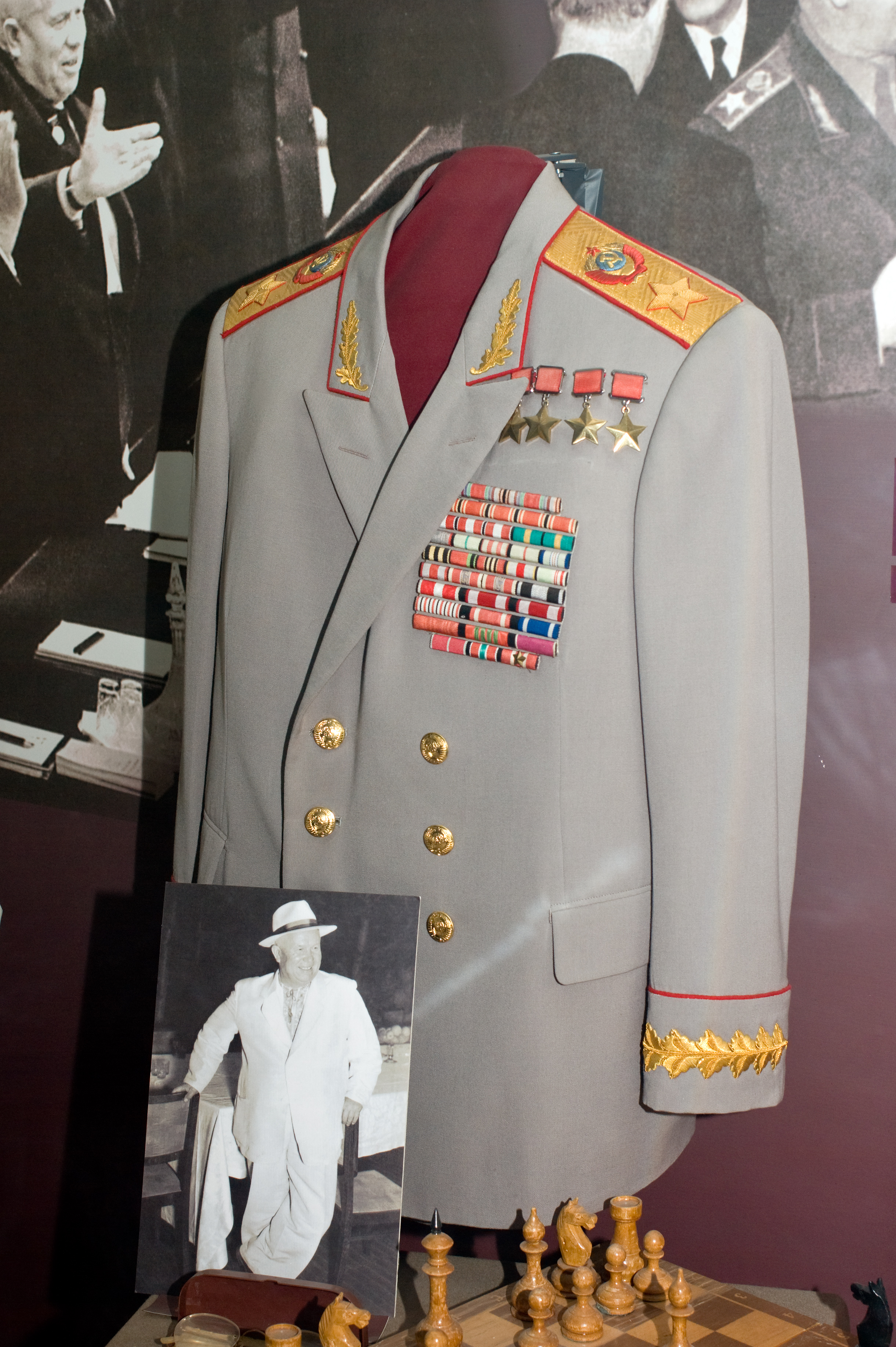
Mundur marsz. Gieorgija Żukowa

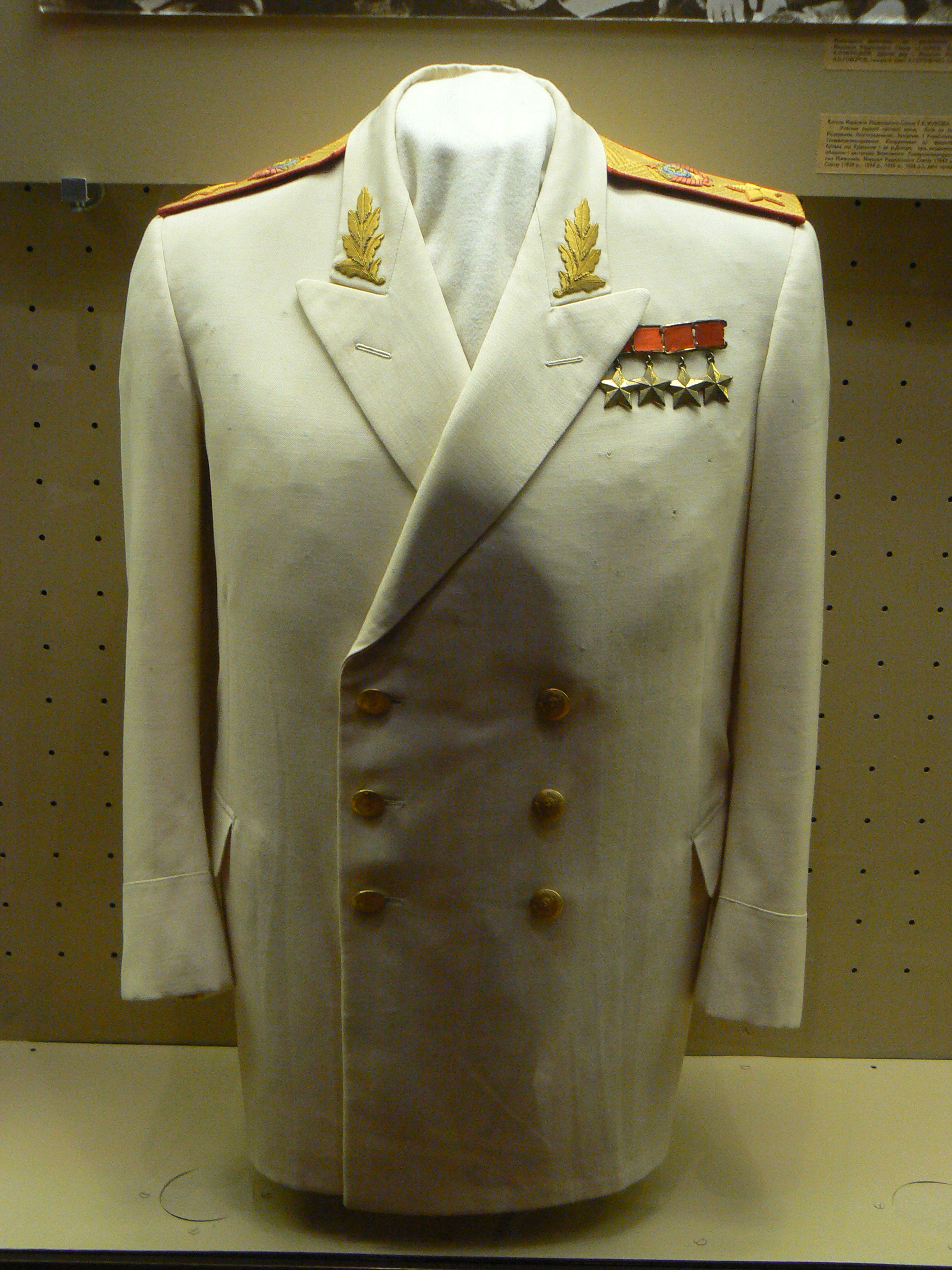
Mundur marsz. Gieorgija Żukowa – zdjęcie z ekspozycji w Muzeum Historii Ukrainy w II Wojnie Światowej w Kijowie.

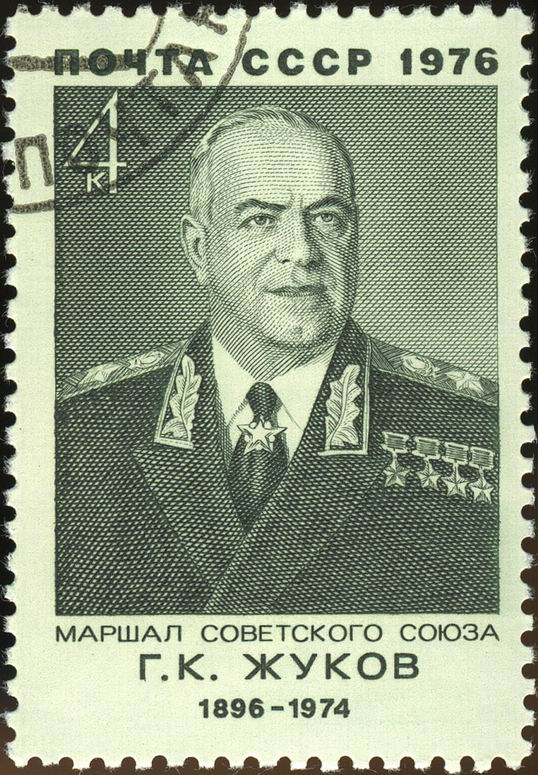
Znaczek Poczty ZSRR z marsz. Georgijem Żukowem, 1976

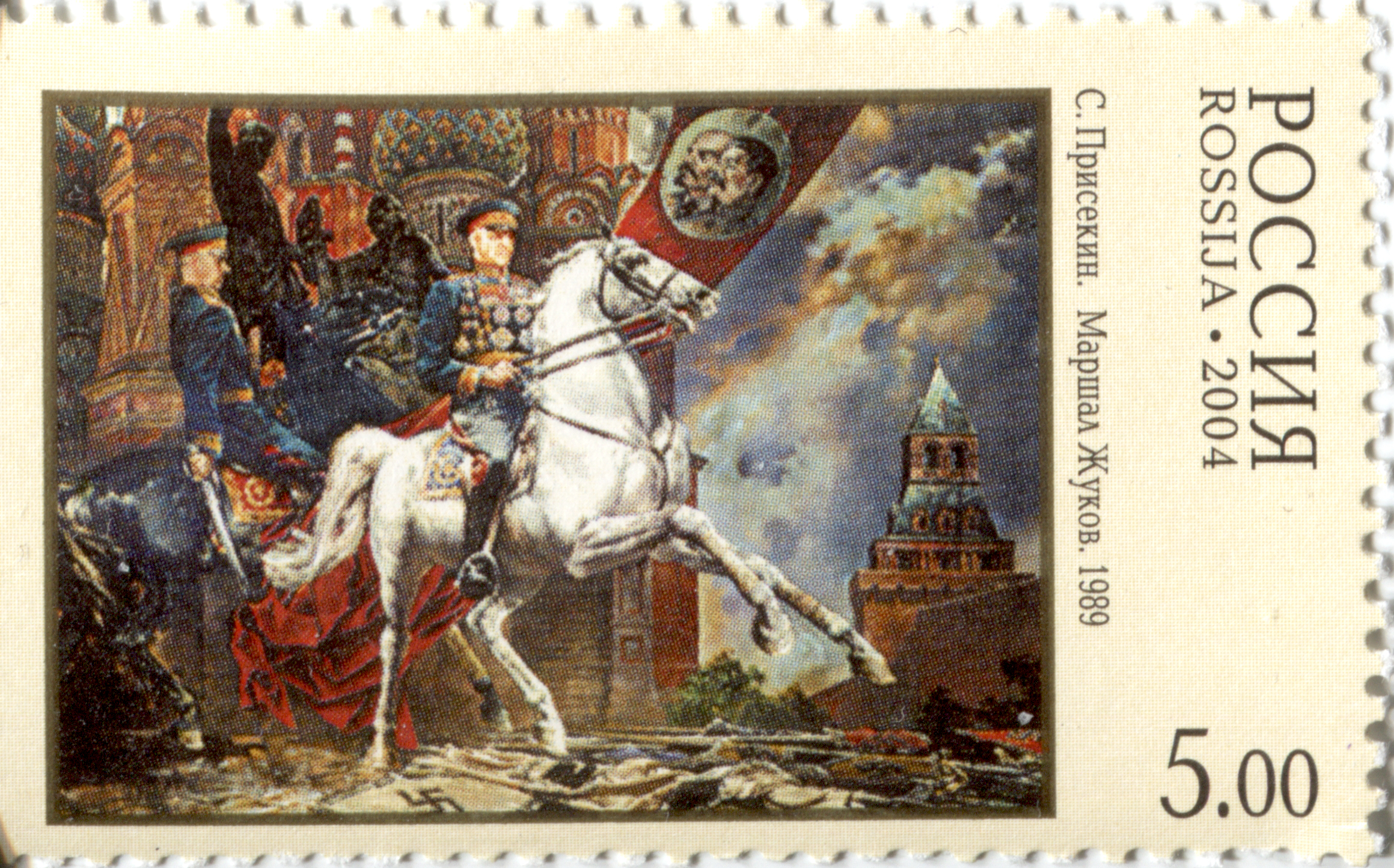
Znaczek Poczty Rosji z marsz. Georgijem Żukowem, 2004

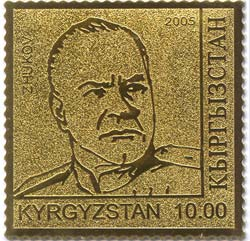
Znaczek Poczty Kirgistanu z marsz. Georgijem Żukowem, 2005

Symbolem jego dokonań były odznaczenia i tytuły. Pierwsze odznaczenie – Order Czerwonego Sztandaru – otrzymał w roku 1921 za stłumienie antybolszewickiego powstania chłopskiego na Tambowszczyźnie. W 1956 roku, będąc ministrem obrony, jako jedyny w historii przyznał sobie czwartą Złotą Gwiazdę Bohatera Związku Radzieckiego (wbrew statutowi orderu). Decyzję uzasadnił następująco: „…W uznaniu wielkich zasług, a także na sześćdziesiąte urodziny…”
Gieorgij Żukow był posiadaczem znaczącej liczby orderów i odznaczeń – radzieckich i zagranicznych. Jego kolekcja przewyższa ilościowo nawet odznaczenia Józefa Stalina. Niektóre wymieniono poniżej:
Radzieckie i rosyjskie
- Medal „Złota Gwiazda” Bohatera Związku Radzieckiego (czterokrotnie: 29 sierpnia 1939, 29 lipca 1944, 1 czerwca 1945[18], 1 grudnia 1956)
- Order „Zwycięstwo” (dwukrotnie: 10 kwietnia 1944 – № 1, 30 marca 1945[19] – № 5)
- Order Lenina (sześciokrotnie: 1935[3], 1939, 1945[20], 1956, 1966, 1971)
- Order Rewolucji Październikowej (1968)
- Order Czerwonego Sztandaru (trzykrotnie: 1922, 1944, 1949)
- Order Suworowa I klasy (dwukrotnie: 1943, 1943)
- Krzyż Świętego Jerzego III i IV stopnia (1917 i 1916)
- Medal „Za obronę Moskwy”
- Medal „Za obronę Leningradu”
- Medal „Za obronę Stalingradu”
- Medal „Za obronę Kaukazu”
- Medal „Za wyzwolenie Warszawy”
- Medal „Za zdobycie Berlina”
- Medal „Za zwycięstwo nad Japonią”
- Medal 100-lecia urodzin Lenina
- Medal „Za zwycięstwo nad Niemcami w Wielkiej Wojnie Ojczyźnianej 1941–1945”
- Medal jubileuszowy „Dwudziestolecia zwycięstwa w Wielkiej Wojnie Ojczyźnianej 1941–1945”
- Medal jubileuszowy „XX lat Robotniczo-Chłopskiej Armii Czerwonej”
- Medal jubileuszowy „30 lat Armii Radzieckiej i Floty”
- Medal jubileuszowy „40 lat Sił Zbrojnych ZSRR”
- Medal jubileuszowy „50 lat Sił Zbrojnych ZSRR”
- Medal „W upamiętnieniu 800-lecia Moskwy”
- Medal 250-lecia Leningradu
- Honorowa Broń ze Złotym Godłem Państwowym ZSRR (1968)

Zagraniczne
- Krzyż Wielki Orderu Wojennego Virtuti Militari z Gwiazdą (1945, Polska)[21]
- Krzyż Komandorski z Gwiazdą Orderu Odrodzenia Polski (1968)
- Krzyż Komandorski Orderu Odrodzenia Polski (1973)
- Order Krzyża Grunwaldu I klasy (1945, Polska)[22]
- Medal za Warszawę 1939–1945 (Polska)
- Medal za Odrę, Nysę, Bałtyk (Polska)
- Medal 90-lecia urodzin Georgija Dimitrowa (Bułgaria)
- Medal 25-lecia Bułgarskiej Armii Ludowej (Bułgaria)
- Medal Przyjaźni Chińsko-Radzieckiej (ChRL)
- Czechosłowacki Wojskowy Order Lwa Białego „Za zwycięstwo” I Klasy (CSSR)
- Order Lwa Białego I Klasy (CSSR)
- Krzyż Wojenny Czechosłowacki 1939 (CSSR)
- Wielki Oficerski Krzyż Wojskowego Orderu Republiki (1956, Egipt)
- Krzyż Wielki Orderu Legii Honorowej (1945, Francja)
- Krzyż Wojenny (Francja)
- Order Wolności (1956, Jugosławia)
- Bohater Mongolskiej Republiki Ludowej (1972)
- Order Suche Batora (trzykrotnie: 1968, 1969, 1971, Mongolia)
- Order Czerwonego Sztandaru (dwukrotnie: 1939, Mongolia)
- Medal „50-lecia Mongolskiej Republiki Ludowej” (Mongolia)
- Medal „50 lat Mongolskiej Armii Narodowej” (Mongolia)
- Medal „Za Zwycięstwo nad Japonią” (1945, Mongolia)
- Medal „XXX lat Zwycięstwa pod Chałchin-Goł” (1969, Mongolia)
- Order Czerwonego Sztandaru (1939, Tuwińska Republika Ludowa)
- Wielka Komandorska Legia Zasługi (1945, USA)
- Kawaler Krzyża Wielkiego Orderu Łaźni (1945, Wielka Brytania)[23]
- Order Imperium Brytyjskiego (Wielka Brytania)
- Medal Garibaldiego (Włochy)
- Honorowy Tytuł Partyzanta Italii (1956, Włochy)